# Bear Creek (Alabama)
|  | Dieser Artikel wurde aufgrund von inhaltlichen Mängeln auf der Qualitätssicherungsseite des Projektes USA eingetragen. Hilf mit, die Qualität dieses Artikels auf ein akzeptables Niveau zu bringen, und beteilige dich an der Diskussion! Eine nähere Beschreibung der zu behebenden Mängel fehlt. |

Bear Creek ist eine Stadt im Marion County im US-amerikanischen Bundesstaat Alabama. Der Ort hat eine Gesamtfläche von 35,6 km². Das U.S. Census Bureau ermittelte bei der Volkszählung 2020 eine Einwohnerzahl von 1047.

## Geographie
Bear Creek liegt im Nordwesten Alabamas im Süden der Vereinigten Staaten, etwa 35 Kilometer östlich der Grenze zu Mississippi und 80 Kilometer südlich der Grenze zu Tennessee. Der Ort liegt etwa 15 Kilometer westlich des 733 Quadratkilometer großen William B. Bankhead National Forest.
Nahegelegene Orte sind unter anderem Hackleburg (1 km westlich), Haleyville (2 km östlich), Phil Campbell (4 km nördlich), Hamilton (15 km südwestlich) und Hodges (17 km westlich). Die nächste größere Stadt ist mit 170.000 Einwohnern das etwa 90 Kilometer nordöstlich entfernt gelegene Huntsville.

## Geschichte
Vor dem Sezessionskrieg war der Ort bekannt unter dem Namen Allen's Factory, in Anlehnung an eine nahegelegene Textilfabrik. Als die Fabrik während des Krieges niedergebrannt wurde, wurde der Name des nahegelegenen Flusses als Stadtname gewählt. In den frühen 1880er Jahren zog J. R. Phillips hierher und kaufte Land, das sich später zum Kern der heutigen Stadt entwickeln sollte.
1903 wurde die Stadt durch ein Feuer weitgehend zerstört, jedoch umgehend wieder aufgebaut. Im frühen 20. Jahrhundert erfuhr die Stadt ihre stärke wirtschaftliche Phase. Als die Illinois Central Railroad eine Bahnstrecke durch das benachbarte Haleyville baute, verlor die Stadt zunehmend ihre wirtschaftliche Bedeutung sowie große Teile ihrer Bevölkerung.

## Verkehr
Bear Creek wird von der Alabama State Route 13, der Alabama State Route 172 und der Alabama State Route 241 durchzogen. Etwa 4 Kilometer westlich verläuft der U.S. Highway 43, 12 Kilometer südlich außerdem der U.S. Highway 278.
Etwa 4 Kilometer östlich der Stadt befindet sich der Flughafen von Haleyville, Posey Field, 15 Kilometer nördlich außerdem der Russellville Municipal Airport und 25 Kilometer südwestlich der Marion County – Rankin Fite Airport.

## Demografie
Nach der Volkszählung 2000 hatte Bear Creek 1053 Einwohner, die sich auf 428 Haushalte und 309 Familien verteilten. Die Bevölkerungsdichte betrug 30,1 Einwohner/km². 99,15 % der Bevölkerung waren weiß, 0,09 % afroamerikanisch. In 32,5 % der Haushalte lebten Kinder unter 18 Jahren. Das Durchschnittseinkommen eines Haushaltes betrug 27.813 Dollar, 18,2 % der Bevölkerung lebten unterhalb der Armutsgrenze.
Bis zur Volkszählung 2010 stieg die Einwohnerzahl auf 1070.